# Alberto Carlos de Liz Teixeira Branquinho
Alberto Carlos de Liz Teixeira Branquinho (* 27. Januar 1902 in Viseu, Portugal; † 1973 in Portugal) war ein portugiesischer Diplomat, portugiesischer Geschäftsträger in Ungarn als Nachfolger von Botschafter Sampaio Garrido und Judenretter.

## Leben und Wirken
Er studierte Wirtschaftswissenschaften und Finanzwesen in Lissabon, war seit 1930 im diplomatischen Dienst für Portugal tätig.
Branquinho arbeitete zunächst an den Botschaften in Rio de Janeiro, in Peking, dem Konsulat in Shanghai, war seit 1943 an der Botschaft in Budapest tätig. Später Tätigkeit an den Botschaften in Washington, D.C., Jakarta, Paris. Branquinho wurde Gesandter für die Dominikanische Republik in der Botschaft in Venezuela, von 1956 bis 1960 Botschafter Portugals in Venezuela. Auch war er tätig an der Botschaft in Ankara, Bagdad und Teheran. Zuletzt war er Botschafter Portugals in den Niederlanden, 1966 ging er in den Ruhestand.
Er erhielt diverse Auszeichnungen, so den Christusritterorden oder das Kreuz des Roten Kreuzes Portugals.

## Judenrettung in Ungarn
Als Mitarbeiter des portugiesischen Botschafters in Ungarn, Sampaio Garrido, half er zunächst mit, Schutzpässe, für jüdische Familien auszustellen. Nach der Absetzung von Garrido wurde er Interimsbotschafter bzw. Geschäftsträger der Botschaft.
Ministerpräsident Salazar erlaubte die Ausstellung von 500 Pässen vor allem an Personen, die irgendwie mit Portugal, Brasilien oder den Kolonien verbunden waren. In Wahrheit waren es rund 800 Schutzpässe für Einzelpersonen und Familien; rund 400 Familien und 1000 bis 1200 Leuten rettete er damit das Leben. Letztlich war dies aber nur ein Vorwand, jeder, der bei Portugals Botschaft anfragte, erhielt einen Pass. Salazar stimmte dieser Politik resigniert am Ende zu.
Viele der Juden waren in von der Botschaft gekauften Häusern und Wohnungen untergebracht, so das Deutschland und Ungarn wegen der Exterritorialität keinen Zugriff auf die Juden hatten.
Am 29. Oktober 1944 kann er nach Lissabon berichten, dass die ungarische Regierung und der deutsche Botschafter der Politik Portugals zugestimmt haben und die Botschaft künftig in Ruhe lassen werden.
Teixeira Branquinho band das Portugiesische Rote Kreuz mit ein, dass eine eigene kleine Sektion in der Botschaft bekam und fleißig beim Schutz der Menschen mithalf.